# Murata (San Marino)
Murata è una curazia (frazione) del castello di Città di San Marino nella Repubblica di San Marino.

## Geografia fisica
Murata sorge in collina, a metà strada fra la città di San Marino e Fiorentino. Conta una piccola contrada chiamata Fonte dell'Ovo, sede delle strutture sportive muratesi. Vi ha sede l'Ufficio Registro Automezzi.

## Architetture religiose
La chiesa parrocchiale di tutto il castello è sita a Murata ed è dedicata ai santi Pietro, Leone, Marino.

## Attrazioni turistiche
Il parco naturale di Montecchio, con il suo museo, ha sede nella zona.

## Sport
La località è sede della Società Sportiva Murata, uno dei club calcistici più famosi della Repubblica poiché è la prima società di calcio sammarinese che ha potuto partecipare ai preliminari di Champions League.